# Aristolochia gueneri
Aristolochia gueneri är en piprankeväxtart som beskrevs av Malyer & Tosunoglu. Aristolochia gueneri ingår i släktet piprankor, och familjen piprankeväxter. Inga underarter finns listade i Catalogue of Life.